# Aleksandr Vasjutin
Aleksandr Jur'evič Vasjutin (in russo Александр Юрьевич Васютин?; trasl. angl. Aleksandr Yuryevich Vasyutin; San Pietroburgo, 4 marzo 1995) è un calciatore russo, portiere dell'Akron Togliatti.

## Carriera

### Club
Cresciuto a livello giovanile nello Smena e nello Zenit San Pietroburgo, Vasjutin ha collezionato le sue prime presenze nel calcio senior con il prestito ai finlandesi del Lahti, avvenuto nell'agosto del 2016. Nella partita d'esordio contro il PK-35, Vasjutin ha firmato il gol del definitivo 1-1 con un colpo di testa dopo essersi spinto in avanti nei minuti di recupero. Nel febbraio del 2017, il suo prestito al Lahti (in scadenza a fine 2016) è stato prorogato di una stagione. A fine campionato, è stato nominato portiere dell'anno dell'intera Veikkausliiga 2017. Un nuovo prolungamento del prestito al Lahti è avvenuto prima dell'inizio del campionato 2018, in questo caso l'accordo ha avuto validità fino alla fine del mese di giugno.
Il 5 luglio 2018 si è unito a titolo definitivo ai norvegesi del Sarpsborg 08 firmando un contratto di due anni e mezzo. Ha difeso i pali della squadra nella rimanente parte dell'Eliteserien 2018 e nella prima metà dell'Eliteserien 2019, prima di essere ceduto.
Il 23 luglio 2019, infatti, Vasjutin è tornato allo Zenit San Pietroburgo con un contratto fino al 2023. Egli, che faceva parte di un reparto portieri che comprendeva già Andrej Lunëv e Michail Keržakov, è stato schierato nelle ultime due giornate della Prem'er-Liga 2019-2020 a titolo già acquisito, e ha fatto inoltre un'apparizione nella partita di Coppa di Russia 2019-2020 vinta 4-0 contro il Tom' Tomsk.
Nel febbraio 2021 si è trasferito in prestito agli svedesi del Djurgården fino alla fine dell'anno, nell'ottica di rivestire il ruolo di portiere titolare. Il 16 maggio 2021, nel corso del primo tempo del derby della settima giornata contro l'Hammarby, Vasjutin è stato vittima di un infortunio alla gamba che lo ha costretto a un'operazione chirurgica e a un'assenza di alcuni mesi. È tornato a giocare una partita ufficiale il successivo 31 ottobre. Nonostante la concorrenza del giovane Jacob Widell Zetterström, il suo prestito al Djurgården è stato rinnovato anche per tutto l'anno 2022, durante il quale è stato però utilizzato solamente in due partite di campionato e in tre di UEFA Europa Conference League.
Dal gennaio del 2023, terminato il prestito, è tornato ad essere un giocatore dello Zenit San Pietroburgo.

### Nazionale
Ha giocato nelle nazionali giovanili russe Under-17, Under-18 ed Under-19.

## Palmarès

### Club

#### Competizioni nazionali
- Liigacup: 1

Lahti: 2016
- Campionato russo: 3

Zenit: 2019-2020, 2022-2023, 2023-2024
- Coppa di Russia: 2

Zenit: 2019-2020, 2023-2024
- Supercoppa di Russia: 3

Zenit: 2020, 2021, 2023